# 알살트 SC
알살트 SC(아랍어: السلط)는 살트를 연고로 하는 요르단의 축구단이다.

## 선수 명단

### 현역
- 무타즈 야신(2021 ~ )
- 압달라 디브(2019 ~ )